# 東京都小学校の廃校一覧
東京都小学校の廃校一覧（とうきょうとしょうがっこうのはいこういちらん）は、東京都内の廃校になった小学校の一覧。対象となるのは、学制改革（1947年）以降に廃校となった小学校、および分校である。学校名は廃校当時のもの。廃校時に小学校が所在していた自治体がその後合併により消滅している場合は、現行の自治体に含める。また現在休校中の都内の小学校（分校）も、その多くは実質上廃校となっているため参考として記載する。

## 国立小学校
- 東京学芸大学附属追分小学校（1961年東京学芸大学附属小金井小学校へ統合）[1]
- 東京学芸大学附属豊島小学校（1963年東京学芸大学附属小金井小へ統合）[1]

## 公立小学校

### 都立小学校
- 東京都立水上小学校（1966年）[2]

### 特別区

#### 千代田区
- 千代田区立神竜小学校（1966年神田小へ統合）[3]
- 千代田区立淡路小学校（1993年芳林小と統合し千代田区立昌平小学校へ）[4]
- 千代田区立芳林小学校（1993年淡路小と統合し昌平小へ）[4]
- 千代田区立今川小学校（1993年佐久間小と統合し千代田区立和泉小学校へ）[5]
- 千代田区立佐久間小学校（1993年今川小と統合し和泉小へ）[5]
- 千代田区立神田小学校（1993年千桜小と統合し千代田区立千代田小学校へ）[6]
- 千代田区立千桜小学校（1993年神田小と統合し千代田小へ）[6]
- 千代田区立永田町小学校（1993年千代田小[6]と千代田区立麹町小学校[7]に分割）
- 千代田区立錦華小学校（1993年統合により千代田区立お茶の水小学校へ）[8]
- 千代田区立小川小学校（同上）[8]
- 千代田区立西神田小学校（同上）[8]

#### 中央区
- 中央区立京橋昭和小学校（1962年日本橋城東小と統合し中央区立城東小学校へ）[9]
- 中央区立日本橋城東小学校（1962年京橋昭和小と統合し城東小へ）[9]
- 中央区立東華小学校（1990年十思小と統合し中央区立日本橋小学校へ）[10]
- 中央区立十思小学校（1990年東華小と統合し日本橋小へ）[10]
- 中央区立京橋小学校（1992年築地小と統合し中央区立京橋築地小学校へ）[11]
- 中央区立築地小学校（1992年京橋小と統合し京橋築地小へ）[11]
- 中央区立京華小学校（1993年鉄砲洲小と統合し中央区立中央小学校へ）[12]
- 中央区立鉄砲洲小学校（1993年京華小と統合し中央小へ）[12]

#### 港区
- 港区立南桜小学校（1964年西桜小と統合し桜小へ）[13]
- 港区立西桜小学校（1964年南桜小と統合し桜小へ）[13]
- 港区立竹芝小学校（1989年港区立芝小学校へ統合）[14]
- 港区立鞆絵小学校（1991年統合により港区立御成門小学校へ）[13]
- 港区立桜小学校（同上）[13]
- 港区立桜田小学校（同上）[13]
- 港区立赤坂小学校〈初代〉（1992年檜町小へ統合）[15]
- 港区立氷川小学校（1993年檜町小と統合し港区立赤坂小学校〈2代目〉へ）[15]
- 港区立檜町小学校（1993年氷川小と統合し赤坂小〈2代目〉へ）[15]
- 港区立桜川小学校（1994年港区立御成門小学校へ統合）[13]
- 港区立神明小学校（1995年港区立御成門小学校へ統合）[13]
- 港区立御田小学校〈旧〉（2000年南海小と統合し港区立御田小学校〈新〉へ）[16]
- 港区立南海小学校（2000年御田小〈旧〉と統合し御田小〈新〉へ）[16]
- 港区立飯倉小学校（2004年港区立麻布小学校へ統合）[17]
- 港区立三光小学校（2015年神応小・港区立朝日中学校と統合し、小中一貫の港区立白金の丘学園へ）[18]
- 港区立神応小学校（2015年三光小・朝日中と統合し、小中一貫の白金の丘学園へ）[18]

#### 新宿区
- 新宿区立淀橋第二小学校（1986年淀橋第六小へ統合）[19]
- 新宿区立四谷第五小学校（1995年四谷第七小と統合し新宿区立花園小学校へ）[20]
- 新宿区立四谷第七小学校（1995年四谷第五小と統合し花園小へ）[20]
- 新宿区立淀橋第一小学校（1997年淀橋第七小と統合し新宿区立柏木小学校へ）[21]
- 新宿区立淀橋第七小学校（1997年淀橋第一小と統合し柏木小へ）[21]
- 新宿区立淀橋第三小学校（1997年淀橋第六小と統合し新宿区立西新宿小学校へ）[22]
- 新宿区立淀橋第六小学校（1997年淀橋第三小と統合し西新宿小へ）[22]
- 新宿区立牛込原町小学校（1998年新宿区立牛込仲之小学校へ統合）[23]
- 新宿区立四谷第一小学校（2002年在校生を四谷第三小に移動して廃止後、2007年新宿区立四谷小学校を開校）[24]
- 新宿区立四谷第三小学校（2007年新宿区立四谷小学校へ統合）[24]
- 新宿区立四谷第四小学校（同上）[24]

#### 文京区
- 文京区立真砂小学校（1998年元町小と統合し文京区立本郷小学校へ）[25]
- 文京区立元町小学校（1998年真砂小と統合し本郷小へ）[25]

#### 台東区
- 台東区立台英小学校（1976年廃校。山谷地区の長期欠席児童のための学校として設置[26]）
- 台東区立下谷小学校（1990年清島小と統合し台東区立上野小学校へ）[27]
- 台東区立清島小学校（1990年下谷小と統合し上野小へ）[27]
- 台東区立二長町小学校（1990年竹町小と統合し台東区立平成小学校へ）[28]
- 台東区立竹町小学校（1990年二長町小と統合し平成小へ）[28]
- 台東区立坂本小学校（1996年台東区立大正小学校へ統合）[29]
- 台東区立西町小学校（1998年台東区立上野小学校へ統合）[27]
- 台東区立育英小学校（2001年柳北小と統合し台東区立台東育英小学校へ）[30]
- 台東区立柳北小学校（2001年育英小と統合し台東育英小へ）[30]
- 台東区立待乳山小学校（2001年田中小と統合し台東区立東浅草小学校へ）[31]
- 台東区立田中小学校（2001年待乳山小と統合し東浅草小へ）[31]
- 台東区立精華小学校（2003年統合により台東区立蔵前小学校へ）[32]
- 台東区立小島小学校（同上）[32]
- 台東区立済美小学校（同上）[32]
- 台東区立台東小学校（2005年台東区立金曽木小学校へ統合）[33]

#### 墨田区
- 墨田区立第二吾嬬小学校（1999年統合により墨田区立押上小学校へ）[34]
- 墨田区立西吾嬬小学校（同上）[34]
- 墨田区立文花小学校（同上）[34]
- 墨田区立第五吾嬬小学校（2003年統合により墨田区立八広小学校へ）[35]
- 墨田区立更正小学校（同上）[35]
- 墨田区立木下川小学校（同上）[35]
- 墨田区立隅田小学校〈旧〉〈2005年隅田第二小と統合し墨田区立隅田小学校〈新〉へ）[36]
- 墨田区立隅田第二小学校（2005年隅田小〈旧〉と統合し隅田小〈新〉へ）[36]
- 墨田区立第一吾嬬小学校（2008年立花小と統合し墨田区立立花吾嬬の森小学校へ）[37]
- 墨田区立立花小学校（2008年第一吾嬬小と統合し立花吾嬬の森小へ）[37]
- 墨田区立梅若小学校〈旧〉（2011年堤小と統合し墨田区立梅若小学校〈新〉へ）[38]
- 墨田区立堤小学校（2011年梅若小〈旧〉と統合し梅若小〈新〉へ）[38]

#### 江東区
- 江東区立浅間小学校（2000年竪川小と統合し江東区立浅間竪川小学校へ）[39]
- 江東区立竪川小学校（2000年浅間小と統合し浅間竪川小へ）[39]
- 江東区立第二砂町小学校〈旧〉（2000年第二東砂小と統合し江東区立第二砂町小学校〈新〉へ）[40]
- 江東区立第二東砂小学校（2000年第二砂町〈旧〉と統合し第二砂町小〈新〉へ）[40]
- 江東区立南砂西小学校（2000年南砂東小と統合し江東区立南砂小学校へ）[41]
- 江東区立南砂東小学校（2000年南砂西小と統合し南砂小へ）[41]
- 江東区立白河小学校（2002年江東区立明治小学校へ統合）[42]
- 江東区立亀島小学校（2002年江東区立第一亀戸小学校へ統合）[43]
- 江東区立大島中央小学校（2005年大島南小と統合し江東区立大島南央小学校へ）[44]
- 江東区立大島南小学校（2005年大島中央小と統合し大島南央小へ）[44]

#### 品川区
- 品川区立八潮小学校（2008年統合により八潮学園小へ）[45]
- 品川区立八潮北小学校（同上）[45]
- 品川区立八潮南小学校（同上）[45]
- 品川区立大間窪小学校（2013年杜松小と統合し豊葉の杜小へ）[46]
- 品川区立杜松小学校（2013年大間窪小と統合し豊葉の杜小へ）[46]
- 品川区立第二日野小学校（2016年品川区立日野中学校と統合し品川区立日野学園へ）[47]
- 品川区立原小学校（2016年品川区立伊藤中学校と統合し品川区立伊藤学園へ）[47]
- 品川区立八潮学園小学校（2016年品川区立八潮学園中学校と統合し品川区立八潮学園へ）[47]
- 品川区立平塚小学校（2016年品川区立荏原平塚中学校と統合し品川区立荏原平塚学園へ）[47]
- 品川区立品川小学校（2016年品川区立城南中学校と統合し品川区立品川学園へ）[47]
- 品川区立豊葉の杜小学校（2016年品川区立豊葉の杜中学校と統合し品川区立豊葉の杜学園へ）[47]

#### 大田区
- 大田区立大森第二小学校（2002年大森第六小と統合し大田区立開桜小学校へ）[48]
- 大田区立大森第六小学校（2002年大森第二小と統合し開桜小へ）[48]
- 大田区立羽田旭小学校（2002年大田区立東糀谷小学校と大田区立羽田小学校[49]に分割統合）
- 大田区立北蒲小学校（2005年大田区立蒲田小学校へ統合）[50]
- 大田区立女塚小学校（2005年蓮沼小と統合し大田区立おなづか小学校へ）[51]
- 大田区立蓮沼小学校（2005年女塚小と統合しおなづか小へ）[51]

#### 世田谷区
- 世田谷区立守山小学校（2016年東大原小と統合し世田谷区立下北沢小学校へ）[52]
- 世田谷区立東大原小学校（2016年守山小と統合し下北沢小へ）[52]
- 世田谷区立花見堂小学校（2017年世田谷区立山崎小学校と世田谷区立代沢小学校へ分割統合）[53]
- 世田谷区立北沢小学校（2018年下北沢小へ統合）[54]

#### 渋谷区
- 渋谷区立渋谷小学校（1997年統合により渋谷区立神南小学校へ）[55]
- 渋谷区立大和田小学校（同上）[55]
- 渋谷区立大向小学校（同上）[55]
- 渋谷区立本町小学校（2012年本町東小・渋谷区立本町中学校と統合し小中一貫校渋谷区立渋谷本町学園へ）[56]
- 渋谷区立本町東小学校（2012年本町小・本町中学校と統合し渋谷本町学園小へ）[56]
- 渋谷区立山谷小学校（2013年休校、2015年代々木小と統合し渋谷区立代々木山谷小学校へ）[57]
- 渋谷区立代々木小学校（2015年山谷小と統合し代々木山谷小へ）[57]

#### 中野区
- 中野区立仲町小学校（2008年統合により中野区立桃花小学校へ）[58]
- 中野区立桃丘小学校（同上）[58]
- 中野区立桃園第三小学校（同上）[58]
- 中野区立中野昭和小学校（2009年東中野小と統合し中野区立白桜小学校へ）[59]
- 中野区立東中野小学校（2009年中野昭和小と統合し白桜小へ）[59]
- 中野区立野方小学校（2011年沼袋小の一部と統合し中野区立平和の森小学校へ）[60]
- 中野区立丸山小学校（2011年沼袋小の一部と統合し中野区立緑野小学校へ）[61]
- 中野区立沼袋小学校（2011年平和の森小[60]と緑野小[61]へ分割統合）
- 中野区立若宮小学校（2017年大和小と統合し中野区立美鳩小学校へ）[62]
- 中野区立大和小学校（2017年若宮小と統合し美鳩小へ）[62]
- 中野区立多田小学校（2017年新山小の一部と統合し中野区立南台小学校へ）[63]
- 中野区立中野神明小学校（2017年新山小の一部と統合し中野区立みなみの小学校へ）[64]
- 中野区立新山小学校（2017年南台小[63]とみなみの小[64]へ分割）
- 中野区立向台小学校（2019年桃園小と統合し中野区立中野第一小学校へ）[65]
- 中野区立桃園小学校（2019年向台小と統合し中野第一小へ）[65]
- 中野区立上高田小学校（2020年新井小と統合し中野区立令和小学校へ）[66]
- 中野区立新井小学校（2020年上高田小と統合し令和小へ）[66]
- 中野区立鷺宮小学校（2024年西中野小と統合し中野区立鷺の杜小学校へ）[67]
- 中野区立西中野小学校（2024年鷺宮小と統合し鷺の杜小へ）[67]

#### 杉並区
- 杉並区立杉並第五小学校（2008年若杉小と統合し杉並区立天沼小学校へ）[68]
- 杉並区立若杉小学校（2008年杉並第五小と統合し天沼小へ）[68]
- 杉並区立永福南小学校（2013年杉並区立永福小学校へ統合）[69]
- 杉並区立和泉小学校（2015年新泉小と統合し杉並区立小中一貫教育校杉並和泉学園杉並区立新泉和泉小学校へ）[70]
- 杉並区立新泉小学校（2015年和泉小と統合し新泉和泉小へ）[70]
- 杉並区立杉並第四小学校（2020年杉並第八小・杉並区立高円寺中学校と統合し杉並区立小中一貫教育校高円寺学園[注釈 1]へ）[71]
- 杉並区立杉並第八小学校（2020年杉並第四小・高円寺中と統合し小中一貫教育校高円寺学園へ）[71]

#### 豊島区
- 豊島区立要町小学校（1998年平和小と統合し豊島区立要小学校へ）[72]
- 豊島区立平和小学校（1998年要町小と統合し要小へ）[72]
- 豊島区立高田小学校（2001年統合により豊島区立南池袋小学校へ）[73]
- 豊島区立雑司谷小学校（同上）[73]
- 豊島区立日出小学校（同上）[73]
- 豊島区立時習小学校（2003年大塚台小と統合し豊島区立朋有小学校へ）[74]
- 豊島区立大塚台小学校（2003年時習小と統合し朋有小へ）[74]
- 豊島区立千川小学校（2003年大成小と統合し豊島区立さくら小学校へ）[75]
- 豊島区立大成小学校（2003年千川小と統合しさくら小へ）[75]
- 豊島区立池袋第五小学校（2005年大明小と統合し豊島区立池袋小学校へ）[76]
- 豊島区立大明小学校（豊島区立池袋第四小学校から改称、2005年池袋第五小と統合し池袋小へ）[76]
- 豊島区立池袋第二小学校（2014年文成小と統合し豊島区立池袋本町小学校へ）[77]
- 豊島区立文成小学校（2014年池袋第二小と統合し池袋本町小へ）[77]

#### 北区
- 北区立神谷第二小学校（1995年北区立神谷小学校へ統合）[78]
- 北区立北ノ台小学校（1995年北区立王子第三小学校へ統合）[79]
- 北区立北園小学校（2002年北区立袋小学校へ統合）[80]
- 北区立志茂小学校（2002年第二岩淵小と統合し北区立なでしこ小学校へ）[81]
- 北区立第二岩淵小学校（2002年志茂小と統合しなでしこ小へ）[81]
- 北区立豊島東小学校（2002年豊島西小と統合し北区立としま若葉小学校へ）[82]
- 北区立豊島西小学校（2002年豊島東小と統合しとしま若葉小へ）[82]
- 北区立桐ケ丘小学校（2002年桐ケ丘北小と統合し北区立桐ケ丘郷小学校へ）[83]
- 北区立桐ケ丘北小学校（2002年桐ヶ丘小と統合し桐ヶ丘郷小へ）[83]
- 北区立赤羽台東小学校（2005年在校生を区内の各小学校に分割移動して廃止）[84]
- 北区立桜田小学校（2005年北区立王子小学校へ統合）[85]
- 北区立滝野川第一小学校（2014年滝野川第七小と統合し北区立田端小学校へ）[86]
- 北区立滝野川第七小学校（2014年滝野川第一小と統合し田端小へ）[86]
- 北区立清水小学校（2016年第三岩淵小と統合し北区立西が丘小学校へ）[87]
- 北区立第三岩淵小学校（2016年清水小と統合し西が丘小へ）[87]
- 北区立滝野川第六小学校（2017年紅葉小と統合し北区立滝野川もみじ小学校へ）[88]
- 北区立紅葉小学校（2017年滝野川第六小と統合し滝野川もみじ小へ）[88]
- 北区立荒川小学校（2022年十条台小と統合し北区立十条小学校へ）[89]
- 北区立十条台小学校（2022年荒川小と統合し十条小へ）[89]
- 北区立神谷小学校（2024年稲田小および北区立神谷中学校と統合し義務教育学校の北区立都の北学園へ）[90]
- 北区立稲田小学校（2024年神谷小および神谷中と統合し都の北学園へ）[90]

#### 荒川区
- 荒川区立第五日暮里小学校（1946年第二日暮里小と統合し荒川区立第二日暮里小学校へ）[91]
- 荒川区立第四日暮里小学校（1989年真土小と統合し荒川区立ひぐらし小学校へ）[92]
- 荒川区立真土小学校（1989年第四日暮里小と統合しひぐらし小へ）[92]
- 荒川区立第一峡田小学校（1993年第八峡田小と統合し荒川区立峡田小学校へ）[93]
- 荒川区立第八峡田小学校（1993年第一峡田小と統合し峡田小へ）[93]
- 荒川区立第四瑞光小学校（2002年第五瑞光小と統合し荒川区立汐入小学校へ）[94]
- 荒川区立第五瑞光小学校（2002年第四瑞光小と統合し汐入小へ）[94]
- 荒川区立小台橋小学校（2003年荒川区立尾久西小学校へ統合）[95]

#### 板橋区
- 板橋区立板橋第三小学校（2002年稲荷台小と統合し板橋区立加賀小学校へ）[96]
- 板橋区立稲荷台小学校（2002年板橋第三小と統合し加賀小へ）[96]
- 板橋区立高島第六小学校〈旧〉（2002年高島第四小と統合し板橋区立高島第六小学校〈新〉へ）[97]
- 板橋区立高島第四小学校（2002年高島第六小〈旧〉と統合し高島第六小〈新〉へ）[97]
- 板橋区立若葉小学校（2005年板橋区立若木小学校へ統合）[98]
- 板橋区立高島第七小学校（2007年板橋区立高島第二小学校へ統合）[99]
- 板橋区立大山小学校（2014年板橋区立板橋第六小学校と板橋区立板橋第十小学校へ分割統合）[100]
- 板橋区立板橋第九小学校（2018年板橋区立板橋第一小学校、板橋区立板橋第八小学校、板橋区立中根橋小学校、板橋区立弥生小学校へ分割統合）[101]

#### 練馬区
- 練馬区立光が丘第一小学校（2010年光が丘第二小と統合し練馬区立光が丘四季の香小学校へ）[102]
- 練馬区立光が丘第二小学校（2010年光が丘第一小と統合し光が丘四季の香小へ）[102]
- 練馬区立光が丘第三小学校（2010年光が丘第四小と統合し練馬区立光が丘春の風小学校へ）[103]
- 練馬区立光が丘第四小学校（2010年光が丘第三小と統合し光が丘春の風小へ）[103]
- 練馬区立光が丘第五小学校（2010年光が丘第六小と統合し練馬区立光が丘夏の雲小学校へ）[104]
- 練馬区立光が丘第六小学校（2010年光が丘第五小と統合し光が丘夏の雲小へ）[104]
- 練馬区立光が丘第七小学校（2010年田柄第三小と統合し練馬区立光が丘秋の陽小学校へ）[105]
- 練馬区立田柄第三小学校（2010年光が丘第七小と統合し光が丘秋の陽小へ）[105]

#### 足立区
- 足立区立関原小学校分校（1975年）[106]
- 足立区立千寿第一小学校（1991年、千寿旭小と統合し足立区立千寿本町小学校へ）[107]
- 足立区立千寿旭小学校（1991年、千寿第一小と統合し千寿本町小へ）[107]
- 足立区立千寿第六小学校（1992年、千寿第七小と統合し足立区立千寿桜小学校へ）[108]
- 足立区立千寿第七小学校（1992年、千寿第六小と統合し千寿桜小へ）[108]
- 足立区立花畑東小学校（1997年、桑袋小と統合し足立区立桜花小学校へ）[109]
- 足立区立桑袋小学校（1997年、花畑東小と統合し桜花小へ）[109]
- 足立区立淵江第二小学校（1997年、竹の塚北小と統合し足立区立西保木間小学校へ）[110]
- 足立区立竹の塚北小学校（1997年、淵江第二小と統合し西保木間小へ）[110]
- 足立区立入谷小学校（2001年、入谷南小と統合し足立区立足立入谷小学校へ）[111]
- 足立区立入谷南小学校（2001年、入谷小と統合し足立入谷小へ）[111]
- 足立区立千寿小学校〈旧〉（2002年、千寿第二小と統合し足立区立千寿小学校〈新〉へ）[112]
- 足立区立千寿第二小学校（2002年、千寿小〈旧〉と統合し千寿小〈新〉へ）[112]
- 足立区立千寿第四小学校（2002年、柳原小と統合し足立区立千寿常東小学校へ）[113]
- 足立区立柳原小学校（2002年、千寿第四小と統合し千寿常東小へ）[113]
- 足立区立千寿第三小学校（2005年、元宿小と統合し足立区立千寿双葉小学校へ）[114]
- 足立区立元宿小学校（2005年、千寿第三小と統合し千寿双葉小へ）[114]
- 足立区立本木東小学校（2012年、足立区立本木小学校へ統合）[115]
- 足立区立千寿第五小学校（2013年、五反野小と統合し足立区立足立小学校へ）[116]
- 足立区立五反野小学校（2013年、千寿第五小と統合し足立小へ）[116]
- 足立区立鹿浜小学校（2015年、上沼田小と統合し足立区立鹿浜五色桜小学校へ）[117]
- 足立区立上沼田小学校（2015年、鹿浜小と統合し鹿浜五色桜小へ）[117]
- 足立区立高野小学校（2022年、足立区立江北小学校へ統合）[118]
- 足立区立北鹿浜小学校（2023年、鹿浜西小と統合し足立区立鹿浜未来小学校へ）[119]
- 足立区立鹿浜西小学校（2023年、北鹿浜小と統合し鹿浜未来小へ）[119]

#### 葛飾区
- 葛飾区立松上小学校〈旧〉（1998年新小岩小と統合し葛飾区立松上小学校〈新〉へ）[120]
- 葛飾区立新小岩小学校（1998年松上小〈旧〉と統合し松上小〈新〉へ）[120]
- 葛飾区立四ツ木小学校（1999年西渋江小と統合し葛飾区立よつぎ小学校へ）[121]
- 葛飾区立西渋江小学校（1999年四ツ木小と統合しよつぎ小へ）[121]
- 葛飾区立明石小学校（2000年葛飾区立高砂小学校へ統合）[122]
- 葛飾区立小松小学校（2001年松南小と統合し葛飾区立小松南小学校へ）[123]
- 葛飾区立松南小学校（2001年小松小と統合し小松南小へ）[123]
- 葛飾区立小菅小学校（2001年小谷野小と統合し葛飾区立こすげ小学校へ）[124]
- 葛飾区立小谷野小学校（2001年小菅小と統合しこすげ小へ）[124]
- 葛飾区立堀切小学校〈旧〉（2001年東堀切小と統合し葛飾区立堀切小学校〈新〉へ）
- 葛飾区立東堀切小学校（2001年堀切小〈旧〉と統合し堀切小〈新〉へ）
- 葛飾区立高砂小学校（2012年高砂中学校と統合し小中一貫校の葛飾区立高砂けやき学園へ[125]）
- 葛飾区立木根川小学校（2025年に渋江小と統合し東四つ木小へ）[126]
- 葛飾区立渋江小学校（2025年に木根川小と統合し東四つ木小へ）[126]

#### 江戸川区
- 江戸川区立清新第二小学校（2016年清新第三小と統合し江戸川区立清新ふたば小学校へ）[127]
- 江戸川区立清新第三小学校（2016年清新第二小と統合し清新ふたば小へ）[127]
- 江戸川区立平井第二小学校（2016年江戸川区立平井南小学校へ統合）[128]
- 江戸川区立上一色小学校（2018年江戸川区立西小岩小学校へ統合）[129]
- 江戸川区立二之江第三小学校（2021年江戸川区立二之江小学校へ統合）[130]
- 江戸川区立第二松江小学校（2023年江戸川区立松江小学校および江戸川区立第三松江小学校へ分割統合）[131]
- 江戸川区立下鎌田小学校〈旧〉（2023年下鎌田西小と統合し江戸川区立下鎌田小学校〈新〉へ）[131]
- 江戸川区立下鎌田西小学校（2023年下鎌田小〈旧〉と統合し下鎌田小〈新〉へ）[131]
- 江戸川区立下小岩小学校〈旧〉（2023年下小岩第二小の一部と統合し江戸川区立下小岩小学校〈新〉へ）[131]
- 江戸川区立下小岩第二小学校（2023年下小岩小〈新〉と江戸川区立上一色南小学校へ分割統合）[131]

### 八王子市
- 八王子市立恩方第一小学校小津分校（1978年）
- 八王子市立浅川小学校案内分校（2001年休校、2002年廃校）[132]
- 八王子市立上館小学校（2002年殿入小と統合し八王子市立館小学校へ）[133]
- 八王子市立殿入小学校（2002年上館小と統合し館小へ）[133]
- 八王子市立寺田小学校（2004年稲荷山小と統合し八王子市立緑が丘小学校へ）[134]
- 八王子市立稲荷山小学校（2004年寺田小と統合し緑が丘小へ）[134]
- 八王子市立三本松小学校（2004年八王子市立松が谷小学校へ統合）[135]
- 八王子市立浅川小学校上長房分校（2007年）[132]
- 八王子市立第六小学校（2020年八王子市立第三中学校と統合し八王子市立いずみの森義務教育学校へ）[136]

### 立川市
- 立川市立多摩川小学校（2004年南富士見小と統合し立川市立新生小学校へ）[137]
- 立川市立南富士見小学校（2004年多摩川小と統合し新生小へ）[137]
- 立川市立けやき台小学校（2018年若葉小と統合し立川市立若葉台小学校へ）[138]
- 立川市立若葉小学校（2018年けやき台小と統合し若葉台小へ）[138]

### 武蔵野市
- 武蔵野市立境北小学校（1996年桜堤小と統合し武蔵野市立桜野小学校へ）[139]
- 武蔵野市立桜堤小学校（1996年境北小と統合し桜野小へ）[139]

### 青梅市
- 青梅市立第一小学校日向和田分校（1969年）[140]
- 青梅市立第六小学校二俣尾分校（1976年）[141]
- 青梅市立第六小学校御岳分校（1986年）[142]
- 青梅市立第八小学校（1996年統合により青梅市立成木小学校へ）[143]
- 青梅市立第九小学校（同上）[143]
- 青梅市立第十小学校（同上）[143]

### 昭島市
- 昭島市立拝島第四小学校（2015年昭島市立拝島第一小学校へ統合）[144]
- 昭島市立つつじが丘北小学校（2016年つつじが丘南小と統合し昭島市立つつじが丘小学校へ）[145]
- 昭島市立つつじが丘南小学校（2016年つつじが丘北小と統合しつつじが丘小へ）[145]

### 調布市
- 調布市立大町小学校（1999年野川小と統合し調布市立調和小学校へ）[146]
- 調布市立野川小学校（1999年大町小と統合し調和小へ）[146]

### 町田市
- 町田市立相原小学校大戸分校（1968年）[147]
- 町田市立忠生第四小学校（2001年木曽小と統合し町田市立木曽境川小学校へ）[148]
- 町田市立木曽小学校（2001年忠生第四小と統合し木曽境川小へ）[148]
- 町田市立本町田西小学校（2002年統合により本町田小へ）[149]
- 町田市立緑ヶ丘小学校（同上）[149]
- 町田市立原小学校（同上）[149]
- 町田市立忠生第五小学校（2003年統合により町田市立七国山小学校へ）[150]
- 町田市立忠生第六小学校（同上）[150]
- 町田市立忠生第七小学校（同上）[150]
- 町田市立本町田東小学校（2025年本町田小と統合し町田市立本町田ひなた小学校へ）[151]
- 町田市立本町田小学校（2025年本町田東小と統合し本町田ひなた小へ）[151]
- 町田市立南第二小学校（2025年南成瀬小と統合し町田市立成瀬小学校へ）[152]
- 町田市立南成瀬小学校（2025年南第二小と統合し成瀬小へ）[152]

### 小平市
- 小平市立小川東小学校（2001年小平市立小平第六小学校へ統合）[153]

### 日野市
- 日野市立高幡台小学校（2002年程久保小と統合し日野市立夢が丘小学校へ）[154]
- 日野市立程久保小学校（2002年高幡台小と統合し夢が丘小へ）[154]
- 日野市立平山台小学校（2006年日野市立平山小学校へ統合）[155]
- 日野市立三沢台小学校（2008年百草台小と統合し日野市立七生緑小学校へ）[156]
- 日野市立百草台小学校（2008年三沢台小と統合し七生緑小へ）[156]

### 東村山市
- 東村山市立青葉小学校国立療養所多磨全生園分教室（1975年）[157]

### 狛江市
- 狛江市立狛江第四小学校（2001年狛江第八小と統合し狛江市立和泉小学校へ）[158]
- 狛江市立狛江第八小学校（2001年狛江第四小と統合し和泉小へ）[158]
- 狛江市立狛江第二小学校（2005年狛江第七小と統合し狛江市立緑野小学校へ）[159]
- 狛江市立狛江第七小学校（2005年狛江第二小と統合し緑野小へ）[159]

### 清瀬市
- 清瀬市立第五小学校（2002年第九小と統合し清瀬市立清明小学校へ）[160]
- 清瀬市立第九小学校（2002年第五小と統合し清明小へ）[160]

### 東久留米市
- 東久留米市立滝山小学校（2004年東久留米市立第七小学校と東久留米市立第九小学校へ分割統合）[161]
- 東久留米市立第八小学校（2010年東久留米市立第一小学校・東久留米市立第三小学校・東久留米市立第五小学校へ分割統合）[162]
- 東久留米市立第四小学校（2012年東久留米市立第六小学校と東久留米市立神宝小学校へ分割統合）
- 東久留米市立下里小学校（2020年東久留米市立第十小学校へ統合）[163]

### 武蔵村山市
- 武蔵村山市立第五小学校（1998年第六小と統合し武蔵村山市立雷塚小学校へ）[164]
- 武蔵村山市立第六小学校（1998年第五小と統合し雷塚小へ）[164]

### 多摩市
- 多摩市立南諏訪小学校（1994年中諏訪小と統合し多摩市立諏訪小学校へ）[165]
- 多摩市立中諏訪小学校（1994年南諏訪小と統合し諏訪小へ）[165]
- 多摩市立北永山小学校（1996年東永山小の一部と統合し多摩市立永山小学校へ）[166]
- 多摩市立南永山小学校（1996年西永山小および東永山小の一部と統合し多摩市立瓜生小学校へ）[167]
- 多摩市立西永山小学校（1996年南永山小と統合し瓜生小へ）[167]
- 多摩市立東永山小学校（1996年永山小[166]と瓜生小[167]に分割）
- 多摩市立北落合小学校（1999年南落合小と統合し多摩市立東落合小学校へ）[168]
- 多摩市立南落合小学校（1999年北落合小と統合し東落合小へ）[168]
- 多摩市立竜ヶ峰小学校（2009年多摩市立多摩第二小学校へ統合）[169]
- 多摩市立南豊ヶ丘小学校（2011年南貝取小と統合し多摩市立貝取小学校へ）[170]
- 多摩市立南貝取小学校（2011年南豊ヶ丘小と統合し貝取小へ）[170]
- 多摩市立北豊ヶ丘小学校（2011年北貝取小と統合し多摩市立豊ヶ丘小学校へ）[171]
- 多摩市立北貝取小学校（2011年北豊ヶ丘小と統合し豊ヶ丘小へ）[171]
- 多摩市立東愛宕小学校（2014年多摩市立愛和小学校開校に伴い廃校）[172]
- 多摩市立西愛宕小学校（2016年愛和小へ統合）[173]

### 稲城市
- 稲城市立稲城第五小学校（2002年稲城第八小と統合し稲城市立平尾小学校へ）[174]
- 稲城市立稲城第八小学校（2002年稲城第五小と統合し平尾小へ）[174]

### あきる野市
- あきる野市立小宮小学校（2012年あきる野市立五日市小学校へ統合）[175]
- あきる野市立戸倉小学校（2013年五日市小へ統合）[176]
- 五日市町立小宮小学校養沢分校（1965年）[175]

### 西東京市
- 西東京市立西原小学校（2001年西原第二小と統合し西東京市立けやき小学校へ）[177]
- 西東京市立西原第二小学校（2001年西原小と統合しけやき小へ）[177]
- 西東京市立泉小学校（2015年西東京市立住吉小学校へ統合）[178]

### 西多摩郡

#### 日の出町
- 日の出町立大久野小学校肝要分校（1982年）[179]
- 日の出村立大久野小学校坂本分校（1965年）[注釈 2]

#### 檜原村
- 檜原村立檜原小学校〈旧〉（1982年共励小と統合し檜原村立檜原小学校〈新〉へ）[180]
- 檜原村立共励小学校（1982年檜原小〈旧〉と統合し檜原小〈新〉へ）[180]
- 檜原村立北檜原小学校（1984年檜原小へ統合）[180]
- 檜原村立南檜原小学校（同上）[180]
- 檜原村立南秋川小学校（1985年檜原小へ統合）[180]
- 檜原村立北秋川小学校（1986年檜原小へ統合）[180]
- 檜原村立藤倉小学校（同上）[180]
- 檜原村立数馬小学校（1986年檜原村立檜原小学校数馬分校となり、1999年廃校）[180]

#### 奥多摩町
- 奥多摩町立古里小学校棚沢分校（1958年）[181]
- 奥多摩町立氷川小学校海沢分校（1959年）[182]
- 奥多摩町立氷川小学校境分校（1962年）[182]
- 奥多摩町立氷川小学校小菅分校（1964年）[182]
- 奥多摩町立氷川小学校道所分校（1978年）[182]
- 奥多摩町立古里小学校大丹波分校（1986年）[181]
- 奥多摩町立日原小学校（1994年奥多摩町立氷川小学校へ統合）[182]
- 奥多摩町立小河内小学校（2004年氷川小へ統合）[182]

### 島嶼部

#### 大島町
- 大島町立泉津小学校込内分校（1971年）[183]
- 大島町立野増小学校間伏分校（1974年）[183]
- 大島町立泉津小学校（2005年統合により大島町立さくら小学校へ）[184]
- 大島町立岡田小学校（同上）[184]
- 大島町立北の山小学校（同上）[184]
- 大島町立元町小学校（2005年野増小と統合し大島町立つばき小学校へ）[185]
- 大島町立野増小学校（2005年元町小と統合しつばき小へ）[185]
- 大島町立差木地小学校（2009年波浮小と統合し大島町立つつじ小学校へ）[186]
- 大島町立波浮小学校（2009年差木地小と統合しつつじ小へ）[186]

#### 利島村
- 利島村立利島小学校（2024年利島村立利島中学校と統合し義務教育学校の利島村立利島小中学校へ）[187]

#### 新島村
- 新島村立若郷小学校（2007年新島村立新島小学校へ統合）[188]

#### 三宅村
- 三宅村立阿古小学校（2007年三宅村立三宅小学校へ統合）[189]
- 三宅村立坪田小学校（同上）[189]

#### 御蔵島村
- 御蔵島村立御蔵島小学校南郷分校（1952年休校、1966年廃校）[190]

#### 八丈町
- 八丈町立宇津木小学校（1969年）
- 八丈町立鳥打小学校（1969年）
- 八丈町立永郷小学校（1975年八丈町立大賀郷小学校へ統合）[191]
- 八丈町立樫立小学校（2007年中之郷小と統合し八丈町立三原小学校へ）[192]
- 八丈町立中之郷小学校（2007年樫立小と統合し三原小へ）[192]
- 八丈町立末吉小学校（2013年三原小へ統合）[192]